# Пауль Зандер
Пауль Зандер (нім. Paul Sander; 5 жовтня 1908, Прімкенау — ?) — німецький офіцер-підводник, оберлейтенант-цур-зее крігсмаріне.

## Біографія
В 1928 році вступив на флот. З квітня 1936 по травень 1940 року — старший штурман на підводному човні U-25, з 5 липня 1940 року — на U-103. В жовтні-листопаді 1941 року служив на плавучій базі підводних човнів «Лех», з листопада 1941 року — на командному пункті підводних човнів у Вільгельмсгафені. В квітні 1942 року переданий в розпорядження 6-ї, в квітні 1943 року — 21-ї флотилії. З 1 червня по 22 серпня 1943 року — командир U-4, з 23 серпня по 14 грудня 1943 року — U-38, з 15 грудня 1943 по 19 травня 1944 року — U-72. З травня 1944 року — інструктор 1-ї навчальної флотилії підводних човнів. В лютому-травні 1945 року служив в командуванні K-Verbände.

## Звання
- Лейтенант-цур-зее (1 жовтня 1942)
- Оберлейтенант-цур-зее (1 квітня 1943)

## Нагороди
- Медаль «За вислугу років у Вермахті» 4-го класу (4 роки)